# Grottes de Xumishan
Les grottes de Xumishan (chinois simplifié : 须弥山石窟 ; chinois traditionnel : 須彌山石窟 ; pinyin : xūmí shān shíkū ; litt. « grottes de la montagne Xumi ») sont un ensemble de 130 grottes ornementales bouddhiques situées dans le district de Yuanzhou, à Guyuan, dans la région autonome hui du Ningxia, au Nord-Ouest de la république populaire de Chine. Ces grottes ont commencé à être creusées sous la dynastie Wei du Nord (386 – 534).
Elle contienne notamment une sculpture de bouddha géante, creusé dans la montagne.